# Xenopus petersii
Xenopus petersii е вид жаба от семейство Безезични жаби (Pipidae). Видът не е застрашен от изчезване.

## Разпространение
Разпространен е в Ангола, Ботсвана, Габон, Демократична република Конго, Замбия, Зимбабве и Намибия.